# Saint-Trond
Saint-Trond (en néerlandais Sint-Truiden, en limbourgeois Sintruin, anciennement Saint-Tron) est une ville néerlandophone de Belgique située en Région flamande dans la province de Limbourg.

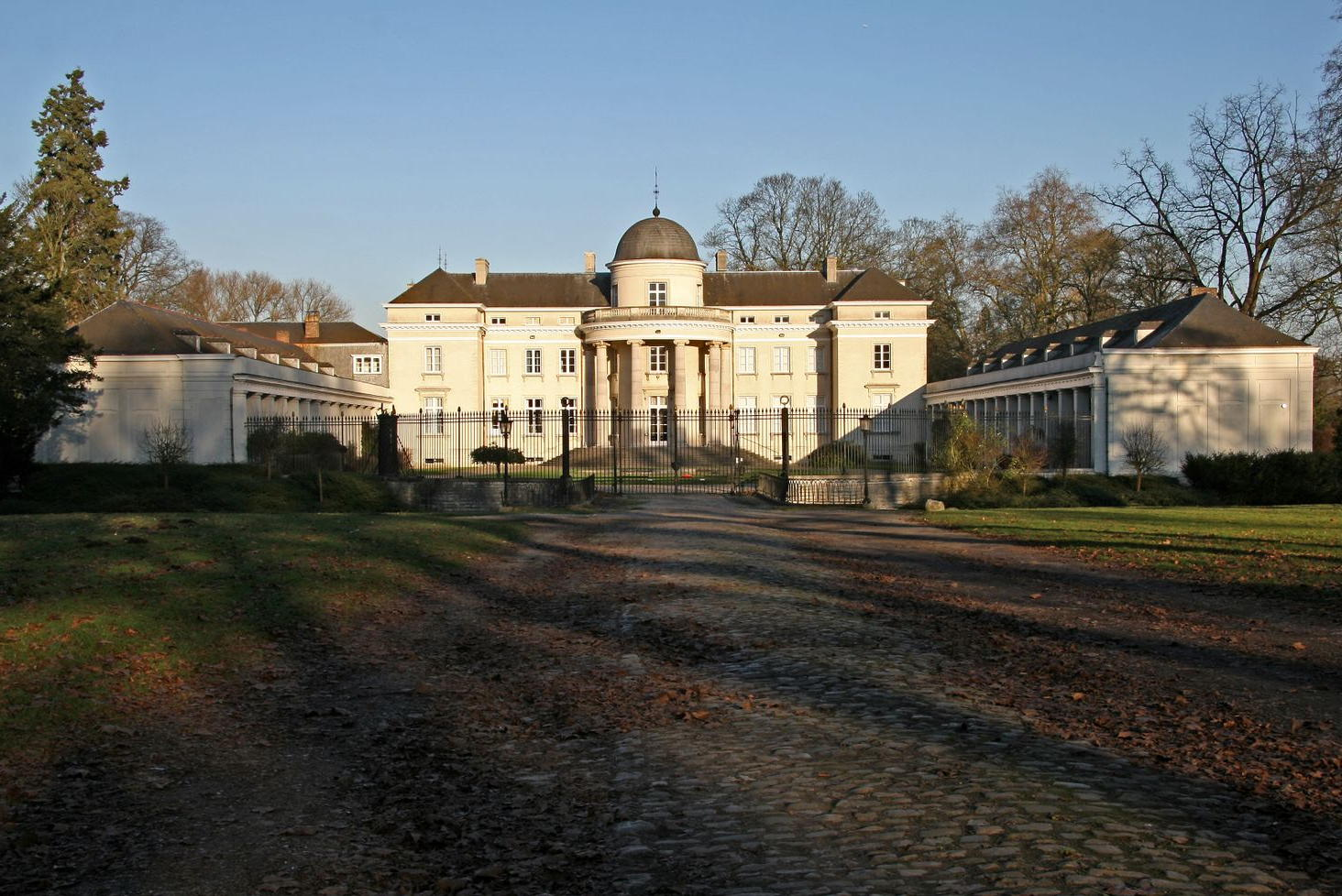
Château de Duras.

## Histoire
Saint-Trond fut créé par saint Trudon (ou Trudo). Il était le fils de parents riches, de noblesse franque. Trudo veut répondre à sa vocation, il étudie et est ordonné prêtre à l'évêché de Metz. Il revient dans sa région natale et transforme l'important domaine qu'il hérite de son père en y créant une abbaye. Vers 655 il fonde donc une communauté qui se développera progressivement jusqu'à devenir l'abbaye de Saint-Trond. Du fait des miracles qui, disait-on, avaient lieu sur la tombe de saint Trudon les pèlerinages se multiplient et le commerce et les services deviennent florissants. Il en naquit une ville qui au XIe siècle obtint les droits urbains, reçut des fortifications, et fut désignée par écrit comme Oppidum Sancti Trudonis. Le nom de Zerkingen tomba ainsi progressivement en désuétude et la ville finit par s'appeler Saint-Trond. Jusque 1227, le pouvoir sur la ville était partagé entre l'abbé de la très puissante et riche abbaye et... l'évêché de Metz. En 1227, un échange intervient entre Metz et le Prince-Evêque de Liège. Ce dernier acquiert ainsi la moitié du pouvoir sur Saint-Trond ; il est obligé de partager le gouvernement de la ville avec l'abbé. La ville était une des 23 Bonnes Villes de la principauté de Liège. En 1669, elle doit faire face à une épidémie de peste, comme sa voisine Waremme. Le 9 août 1914, la brigade des hussards de la garde de l'armée impériale allemande passa par les armes 21 civils et détruisit un nombre indéterminé de maisons lors des atrocités allemandes commises au début de l'invasion.
Pendant la Seconde Guerre mondiale, son aérodrome sert de base en 1944 aux Junkers Ju 88 et aux Heinkel He 219 de la Luftwaffe opérant dans la région.

## Sections de la commune
| #  | Section                                           | Superf. (km²) | Habitants (2020) | Habitants par km² | Code INS |
| -- | ------------------------------------------------- | ------------- | ---------------- | ----------------- | -------- |
| 1  | Saint-Trond                                       | 41,51         | 23.972           | 578               | 71053A   |
| 2  | Halmaal                                           | 1,68          | 381              | 227               | 71053B   |
| 3  | Wilderen                                          | 2,47          | 1.444            | 585               | 71053C   |
| 4  | Duras                                             | 2,83          | 384              | 136               | 71053D   |
| 5  | Gorsem                                            | 2,30          | 391              | 170               | 71053E   |
| 6  | Runkelen                                          | 1,78          | 407              | 228               | 71053F   |
| 7  | Zepperen                                          | 12,25         | 3.546            | 289               | 71053G   |
| 8  | Ordingen                                          | 1,73          | 922              | 532               | 71053H   |
| 9  | Brustem                                           | 9,08          | 2.698            | 297               | 71053J   |
| 10 | Grande-Jamine (Groot-Gelmen)                      | 4,88          | 629              | 129               | 71053K   |
| 11 | Engelmanshoven                                    | 0,41          | 409              | 993               | 71053L   |
| 12 | Gelinden                                          | 7,08          | 1.506            | 213               | 71053M   |
| 13 | Alost                                             | 4,17          | 746              | 179               | 71053N   |
| 14 | Kerckom-lez-Saint-Trond (Kerkom-bij-Sint-Truiden) | 4,62          | 619              | 134               | 71053P   |
| 15 | Velm                                              | 10,33         | 2.598            | 252               | 71053R   |

### Localités
Kortenbos, Bevingen, Melveren, Schurhoven, Guvelingen et Zerkingen.

## Héraldique
|  | La ville possède des armoiries qui lui ont été octroyées le 20 octobre 1819 et confirmées le 31 mai 1838 après l'indépendance de la Belgique. De nouvelles armoiries ont été octroyées le 2 septembre 1878 et à nouveau le 7 octobre 1985. Le village a été fondé par saint Trudon en tant que monastère dont il a fait don à l'évêque de Metz. Le monastère s'est développé en une riche abbaye entourée d'une ville. La ville a reçu des droits de cité au début du XIIIe siècle et le conseil a été nommé par l'évêque de Metz, depuis 1227, l'évêque de Liège et l'Abbott. La ville était une ville impériale, en raison de ses liens avec les évêques de Metz, et la ville principale du comté de Looz, une partie du diocèse de Liège. Les sceaux les plus anciens de la ville datent de la fin du XIIIe siècle et sont visibles sur le front de saint Trudon et sur le revers de Saint-Lambert, saint patron de Liège. Le deuxième sceau a été utilisé de 1409 à 1678 et montre encore saint Trudon mais maintenant avec un petit écu avec la double aigle impériale et deux croisés. Un troisième type, connu dès 1543, représente la croix du perron de la ville de Liège, avec en chef l'aigle impériale et la couronne impériale. La composition apparaît comme des armoiries dans un grand livre de l'abbaye de Saint-Trond de 1542. Les couleurs sont les mêmes que celles utilisées dans les armoiries actuelles. Les armoiries de 1819 montraient l'aigle impériale avec les lettres ST sur sa poitrine. Les lettres ne sont cependant jamais apparues sur les sceaux historiques. Les couleurs étaient les couleurs nationales néerlandaises, aucune couleur historique des armes n’ayant été fournie au Collège d’armes néerlandais lors de l'introduction de la demande. Après l'indépendance de la Belgique, les armoiries ont été confirmées, les couleurs n'ont pas été restaurées. En 1878, les armoiries avec la Croix du Calvaire ont été restaurées. Cependant, la croix a été remplacée par une pomme de pin, les lettres ST ont été ajoutées, comme pour le LG de Liège. L'aigle, qui n'a jamais été couronnée sur les sceaux, a gardé les couronnes des armoiries précédentes. En 1985, les armoiries ont été légèrement modifiées, les couronnes ont été retirées de l'aigle. Blasonnement : De gueules au perron sur quatre marches, posées sur trois boules, surmonté d'une pomme de pin et d'une croix, le tout d'or ; en chef : d'or une double aigle de sable, bectée, languée, griffu et surmontée d'une couronne impériale, le tout de gueules. (Traduction libre) Source du blasonnement : Heraldy of the World. |

## Quelques bourgmestres
- 1503 - 1504 : Jean de Menten
- 1878 - 1891 : Jean-Henri-Paul Ulens, catholique
- 1899 - 1921 : Clément Cartuyvels, catholique
- 1927 - 1932 : Paul Cartuyvels, catholique
- 1933 - 1949 : Jean Thenaers, catholique
- 1949 - 1964 : Jules Scheepers, catholique
- 1965 - 1970 : Pierre Raemaekers
- 1970 - 1974 : Abdon Demarneffe, CVP
- 1974 - 1977 : Firmin Aerts CVP
- 1977 - 1994 : Jef Cleeren, CVP
- 1995 - 2013 : Ludwig Vandenhove, sp.a
  - 2012 - 2013 : Johnny Vangrieken, sp.a, Bourgmestre faisant fonction
- 2013 - : Veerle Heeren, CD&V

## Monuments et curiosités
- Hôtel de ville (Stadhuis) avec beffroi classé Patrimoine mondial par l'UNESCO en 1999[4] ; une partie du beffroi date du XIIIe siècle, le reste datant de 1608. Les halles (1366) font partie du bâtiment et les façades datent des XVIIe et XVIIIe siècles.
- L'église gothique Notre-Dame, avec clocher néo-gothique (1847 à 1852, arch. Louis Roelandt), se tient juste derrière l'hôtel de ville.
- Reste de l'abbaye bénédictine de Saint Trudo, datant de 657.
- Béguinage de Sainte-Agnès, datant de 1256. Ce béguinage de Saint-Trond fait partie des treize béguinages flamands classés en 1998 au Patrimoine mondial. L'église du béguinage possède un orgue historique exceptionnel datant de 1644, construit par le facteur d'orgues Christian Ancion. L'originalité de ce béguinage réside dans son église où se mêlent des éléments de style roman et gothique. Les murs et les piliers sont ornés de 38 peintures du XIIIe au XVIIe siècle, illustrant la vie de la Vierge et d'autres saints.
- Horloge astronomique (1942) construite par un horloger de la ville.
- Château de Nieuwenhoven.
- Église baroque Minderbroederkerk (1731-1735) avec cloître de 1226.
- Église Saint-Pierre de Saint-Trond en style roman mosan du XIIe siècle.
- Église Sint-Gangulfus de style roman.
- Église Sainte-Croix de Guvelingen en style roman et classique.
- La maison des guildes de 1720.

## Économie
Saint-Trond et sa région sont connus pour la culture de fruits.
Plusieurs sociétés comme Punch Powertrain, VCST, Metal Improvement Company, Oerlikon Balzers et Tenneco ont choisi de s'implanter à Saint-Trond et participent à la dynamique économique de la ville.

## Démographie

### Évolution démographique de la commune fusionnée
En tenant compte des anciennes communes entraînées dans la fusion de communes de 1977, on peut dresser l'évolution suivante :
- Source : DGS - Remarque : 1831 jusqu'à 1981 = recensement ; depuis 1990 = nombre d'habitants chaque 1er janvier[6]

## Personnalités liées à la commune
- Saint Trudon, décédé vers 695, dont le monastère est à l'origine de la ville.
- Chrodegang de Metz (712-766) : acteur de la réforme carolingienne, y fit ses études.
- Libert de Saint-Trond y est mort en 838.
- Christine l'Admirable, (1150-1224) : sainte chrétienne.
- Étienne Jacques Travers de Jever (1765-1827) : général des armées du Premier Empire, est décédé au château de Nieuwenhoven.
- Barthélemy de Theux de Meylandt (1794-1874) : premier ministre belge (1834-40 et 1846-47).
- Georges Baltus (1874-1967), peintre belge mort à Saint-Trond.
- Armand Thewis (1893-1960), coureur cycliste né à Gelinden.
- Fernand Ledoux (1897-1993) : acteur de théâtre et de cinéma, effectua une partie de ses études au séminaire de Saint-Trond.
- Odilon Polleunis (1943-2023), footballeur.
- Joseph Doucé (né à Saint-Trond le 13 avril 1945) : fondateur du Centre du Christ Libérateur.
- Danny Boffin, ancien footballeur, né à Saint-Trond en 1965.
- Caroline Gennez (1975-) : femme politique (Sp.a).
- Simon Mignolet (né à Saint-Trond le 6 mars 1988) : joueur au Club Bruges KV.
- Ciel Grommen (1989-), architecte et artiste plasticienne est née à Saint-Trond
- Tim Wellens (1991-), coureur cycliste
- Justien Odeurs (1997-), joueuse au RSC Anderlecht (féminines)
- Nina Derwael, championne olympique aux barres asymétriques (JO 2020 de Tokyo).

## Culture
- Grand et attrayant cortège carnavalesque le lundi 48 jours avant Pâques.

## Sport
- Équipe de football : Saint-Trond VV
- Équipe de handball : HB Saint-Trond